# Arnau de Creixell
Arnau de Creixell fou bisbe de Girona des de 1199 fins a la seva mort el 1216. Immediat successor de Gaufred de Medinyà, abans de ser escollit bisbe era canonge de la Catedral de Girona. Durant el seu episcopat s'hi començaren a instituir el beneficis eclesiàstics dits “establerts”. Era oncle del cavaller Dalmau de Creixell.